# Аламида (Саскачеван)
Аламида (енгл. Alameda) је малено насеље у рангу варошице у југоисточном делу канадске провинције Саскачеван. Налази се око 50 км источно од града Естевана, и око 30 км северније од државне границе са америчком савезном државом Северна Дакота.
Недалеко од насеља протиче река Сурис на којој је изграђено велико водосабирно језеро и брана Аламида.

## Демографија
Према резултатима пописа становништва из 2011. у варошици су живела свега 342 становника у укупно 162 домаћинства, што је за 11% више у односу на 308 житеља колико је регистровано 
приликом пописа 2006. године.
| 2006. | 2011. |
| ----- | ----- |
| 308   | 342   |